# Bahnstrecke Olsztyn–Ełk
| Bahnhof Szczytno |                          |                                                                           |                                                                           |
| |                          |                                                                           |                                                                           |
| Streckennummer: | 219                      |                                                                           |                                                                           |
| Kursbuchstrecke: | DR: 118n (1934) PKP: 515 |                                                                           |                                                                           |
| Streckenlänge: | 156,49 km                |                                                                           |                                                                           |
| Spurweite: | 1435 mm (Normalspur)     |                                                                           |                                                                           |
| Streckengeschwindigkeit: | 120 km/h                 |                                                                           |                                                                           |
| |                          |                                                                           |                                                                           |
| \| \| \| \| \| \| \| \| von Toruń (Thorn) \| \| \| \| \| von Działdowo (Soldau) und Malbork (Marienburg) \| \| \| \| 0,919 \| Olsztyn Główny[1] (Allenstein) \| Olsztyn Główny[1] (Allenstein) \| \| \| \| nach Korsze (Korschen) \| \| \| \| \| Landesstraße 16 \| \| \| \| \| Landesstraße 53 \| \| \| \| 10,162 \| Klewki (Klaukendorf; ehem. Bahnhof) \| Klewki (Klaukendorf; ehem. Bahnhof) \| \| \| \| Landesstraße 53 \| \| \| \| 16,69 \| Marcinkowo (Mertinsdorf/Märtensdorf) \| Marcinkowo (Mertinsdorf/Märtensdorf) \| \| \| \| Landesstraße 53 \| \| \| \| 26,69 \| Pasym (Passenheim) \| Pasym (Passenheim) \| \| \| 34,304 \| Grom (Grammen; ehem. Bahnhof) \| Grom (Grammen; ehem. Bahnhof) \| \| \| \| Landesstraße 58 \| \| \| \| \| von Ostrołęka (Ostrolenka)[2] \| \| \| \| \| Landesstraße 57 \| \| \| \| 44,946 \| Szczytno (Ortelsburg) \| Szczytno (Ortelsburg) \| \| \| \| nach Biskupiec (Bischofsburg) \| \| \| \| 52,523 \| Olszyny (Olschienen/Ebendorf (Ostpr); ehem. Bahnhof) \| Olszyny (Olschienen/Ebendorf (Ostpr); ehem. Bahnhof) \| \| \| 55,477 \| Jeruty (Groß Jerutten)[3] \| Jeruty (Groß Jerutten)[3] \| \| \| \| Landesstraße 53 \| \| \| \| 60,692 \| Świętajno (Schwentainen/Altkirchen (Ostpr); ehem. Bahnhof) \| Świętajno (Schwentainen/Altkirchen (Ostpr); ehem. Bahnhof) \| \| \| 63,468 \| Kolonia (Grünwalde) \| Kolonia (Grünwalde) \| \| \| \| Landesstraße 59 \| \| \| \| 69,786 \| Spychowo (Puppen; ehem. Bahnhof) \| Spychowo (Puppen; ehem. Bahnhof) \| \| \| \| von Myszyniec \| \| \| \| 76,398 \| Karwica Mazurska (1899–1906 Cruttinen, danach Kurwien, bis 10. Juni 2018) \| Karwica Mazurska (1899–1906 Cruttinen, danach Kurwien, bis 10. Juni 2018) \| \| \| 82,493 \| Ruciane Nida Zachód (Nieden) \| Ruciane Nida Zachód (Nieden) \| \| \| 82,703 \| Ruciane Nida ZPPiW (Anschluss Spanplattenwerk, 1956–2007) \| Ruciane Nida ZPPiW (Anschluss Spanplattenwerk, 1956–2007) \| \| \| \| von Mrągowo (Sensburg) \| \| \| \| 85,892 \| Ruciane-Nida (Rudczanny/Niedersee; ehem. Bahnhof) \| Ruciane-Nida (Rudczanny/Niedersee; ehem. Bahnhof) \| \| \| 94,175 \| Ruciane Nida Jw156 – (Anschluss Kaserne) \| Ruciane Nida Jw156 – (Anschluss Kaserne) \| \| \| 95,512 \| Szeroki Bór (Breitenheide; ehem. Bahnhof) \| Szeroki Bór (Breitenheide; ehem. Bahnhof) \| \| \| \| von Orzysz (Arys) \| \| \| \| 101,991 \| Pisz (Johannisburg) \| Pisz (Johannisburg) \| \| \| \| nach Dłutowo (Dlottowen/Fischborn) \| \| \| \| \| Landesstraße 58 \| \| \| \| 101,991 \| Pisz Wschodni (Johannisburg Betriebsbahnhof) \| (P-Halt ab 15. Dez. 2019) \| \| \| 110,689 \| Stare Guty (Gutten, ehem. Bahnhof) \| Stare Guty (Gutten, ehem. Bahnhof) \| \| \| \| Landesstraße 58 \| \| \| \| 115,468 \| Kaliszki (Kallischken/Flockau, ehem. Bahnhof) \| Kaliszki (Kallischken/Flockau, ehem. Bahnhof) \| \| \| \| Woiwodschaftsstraße 667 \| \| \| \| 121,070 \| Biała koło Piszu (Bialla (Ostpr.)/Gehlenburg, ehem. Bahnhof) \| Biała koło Piszu (Bialla (Ostpr.)/Gehlenburg, ehem. Bahnhof) \| \| \| 130,068 \| Drygały (Drygallen/Drigelsdorf, ehem. Bahnhof) \| Drygały (Drygallen/Drigelsdorf, ehem. Bahnhof) \| \| \| \| Woiwodschaftsstraße 667 \| \| \| \| 134,528 \| Pogorzel Wielka (Brennen (Ostpr.), ehem. Bahnhof) \| Pogorzel Wielka (Brennen (Ostpr.), ehem. Bahnhof) \| \| \| 142,407 \| Bajtkowo (Baitkowen/Baitenberg, ehem. Bahnhof) \| Bajtkowo (Baitkowen/Baitenberg, ehem. Bahnhof) \| \| \| \| Woiwodschaftsstraße 667 \| \| \| \| \| Woiwodschaftsstraße 667 \| \| \| \| 149,831 \| Nowa Wieś Ełcka (Neuendorf (Kr. Lyck), ehem. Bahnhof) \| Nowa Wieś Ełcka (Neuendorf (Kr. Lyck), ehem. Bahnhof) \| \| \| \| Ełk (Lyck) \| \| \| \| 152,0 \| Barany (Hertasee) \| Barany (Hertasee) \| \| \| \| Landesstraße 65 \| \| \| \| 154,876 \| Ełk Szyba Zachód (Sybba West/Walden West) \| Ełk Szyba Zachód (Sybba West/Walden West) \| \| \| \| von Białystok \| \| \| \| \| Landesstraße 65 \| \| \| \| 155,413 \| Ełk Towarowy (Güterbahnhof) \| Ełk Towarowy (Güterbahnhof) \| \| \| 156,949 \| Ełk (Lyck, Übergang zu Kleinbahn) \| Ełk (Lyck, Übergang zu Kleinbahn) \| \| \| \| Bahnstrecke Ełk–Tschernjachowsk nach Olecko (Marggrabowa) \| \| \| \| \| Bahnstrecke Czerwonka–Ełk nach Orzysz (Arys) \| \| \| \| \| nach Giżycko (Lötzen) \| \| |                          |                                                                           |                                                                           |
| |                          |                                                                           |                                                                           |
| Strecke |                          | von Toruń (Thorn)                                                         | von Toruń (Thorn)                                                         |
| Abzweig geradeaus, von links und von rechts |                          | von Działdowo (Soldau) und Malbork (Marienburg)                           | von Działdowo (Soldau) und Malbork (Marienburg)                           |
| Bahnhof | 0,919                    | Olsztyn Główny (Allenstein)                                               | Olsztyn Główny (Allenstein)                                               |
| Abzweig geradeaus und nach links |                          | nach Korsze (Korschen)                                                    | nach Korsze (Korschen)                                                    |
| Strecke mit Straßenbrücke |                          | Landesstraße 16                                                           | Landesstraße 16                                                           |
| Bahnübergang |                          | Landesstraße 53                                                           | Landesstraße 53                                                           |
| Haltepunkt / Haltestelle | 10,162                   | Klewki (Klaukendorf; ehem. Bahnhof)                                       | Klewki (Klaukendorf; ehem. Bahnhof)                                       |
| Strecke mit Straßenbrücke |                          | Landesstraße 53                                                           | Landesstraße 53                                                           |
| Bahnhof | 16,69                    | Marcinkowo (Mertinsdorf/Märtensdorf)                                      | Marcinkowo (Mertinsdorf/Märtensdorf)                                      |
| Bahnübergang |                          | Landesstraße 53                                                           | Landesstraße 53                                                           |
| Bahnhof | 26,69                    | Pasym (Passenheim)                                                        | Pasym (Passenheim)                                                        |
| Haltepunkt / Haltestelle | 34,304                   | Grom (Grammen; ehem. Bahnhof)                                             | Grom (Grammen; ehem. Bahnhof)                                             |
| Bahnübergang |                          | Landesstraße 58                                                           | Landesstraße 58                                                           |
| Abzweig geradeaus und von rechts |                          | von Ostrołęka (Ostrolenka)                                                | von Ostrołęka (Ostrolenka)                                                |
| Bahnübergang |                          | Landesstraße 57                                                           | Landesstraße 57                                                           |
| Bahnhof | 44,946                   | Szczytno (Ortelsburg)                                                     | Szczytno (Ortelsburg)                                                     |
| Abzweig geradeaus und ehemals nach links |                          | nach Biskupiec (Bischofsburg)                                             | nach Biskupiec (Bischofsburg)                                             |
| Haltepunkt / Haltestelle | 52,523                   | Olszyny (Olschienen/Ebendorf (Ostpr); ehem. Bahnhof)                      | Olszyny (Olschienen/Ebendorf (Ostpr); ehem. Bahnhof)                      |
| Haltepunkt / Haltestelle | 55,477                   | Jeruty (Groß Jerutten)                                                    | Jeruty (Groß Jerutten)                                                    |
| Bahnübergang |                          | Landesstraße 53                                                           | Landesstraße 53                                                           |
| Haltepunkt / Haltestelle | 60,692                   | Świętajno (Schwentainen/Altkirchen (Ostpr); ehem. Bahnhof)                | Świętajno (Schwentainen/Altkirchen (Ostpr); ehem. Bahnhof)                |
| Haltepunkt / Haltestelle | 63,468                   | Kolonia (Grünwalde)                                                       | Kolonia (Grünwalde)                                                       |
| Bahnübergang |                          | Landesstraße 59                                                           | Landesstraße 59                                                           |
| Haltepunkt / Haltestelle | 69,786                   | Spychowo (Puppen; ehem. Bahnhof)                                          | Spychowo (Puppen; ehem. Bahnhof)                                          |
| Abzweig geradeaus und ehemals nach rechts |                          | von Myszyniec                                                             | von Myszyniec                                                             |
| ehemaliger Haltepunkt / Haltestelle | 76,398                   | Karwica Mazurska (1899–1906 Cruttinen, danach Kurwien, bis 10. Juni 2018) | Karwica Mazurska (1899–1906 Cruttinen, danach Kurwien, bis 10. Juni 2018) |
| Haltepunkt / Haltestelle | 82,493                   | Ruciane Nida Zachód (Nieden)                                              | Ruciane Nida Zachód (Nieden)                                              |
| Abzweig geradeaus und ehemals von rechts | 82,703                   | Ruciane Nida ZPPiW (Anschluss Spanplattenwerk, 1956–2007)                 | Ruciane Nida ZPPiW (Anschluss Spanplattenwerk, 1956–2007)                 |
| Abzweig geradeaus und ehemals von links |                          | von Mrągowo (Sensburg)                                                    | von Mrągowo (Sensburg)                                                    |
| Haltepunkt / Haltestelle | 85,892                   | Ruciane-Nida (Rudczanny/Niedersee; ehem. Bahnhof)                         | Ruciane-Nida (Rudczanny/Niedersee; ehem. Bahnhof)                         |
| Abzweig geradeaus und nach links | 94,175                   | Ruciane Nida Jw156 – (Anschluss Kaserne)                                  | Ruciane Nida Jw156 – (Anschluss Kaserne)                                  |
| Haltepunkt / Haltestelle | 95,512                   | Szeroki Bór (Breitenheide; ehem. Bahnhof)                                 | Szeroki Bór (Breitenheide; ehem. Bahnhof)                                 |
| Abzweig geradeaus und ehemals von links |                          | von Orzysz (Arys)                                                         | von Orzysz (Arys)                                                         |
| Bahnhof | 101,991                  | Pisz (Johannisburg)                                                       | Pisz (Johannisburg)                                                       |
| Abzweig geradeaus und ehemals nach rechts |                          | nach Dłutowo (Dlottowen/Fischborn)                                        | nach Dłutowo (Dlottowen/Fischborn)                                        |
| Bahnübergang |                          | Landesstraße 58                                                           | Landesstraße 58                                                           |
| Haltepunkt / Haltestelle | 101,991                  | Pisz Wschodni (Johannisburg Betriebsbahnhof)                              | (P-Halt ab 15. Dez. 2019)                                                 |
| Haltepunkt / Haltestelle | 110,689                  | Stare Guty (Gutten, ehem. Bahnhof)                                        | Stare Guty (Gutten, ehem. Bahnhof)                                        |
| Bahnübergang |                          | Landesstraße 58                                                           | Landesstraße 58                                                           |
| Haltepunkt / Haltestelle | 115,468                  | Kaliszki (Kallischken/Flockau, ehem. Bahnhof)                             | Kaliszki (Kallischken/Flockau, ehem. Bahnhof)                             |
| Bahnübergang |                          | Woiwodschaftsstraße 667                                                   | Woiwodschaftsstraße 667                                                   |
| Haltepunkt / Haltestelle | 121,070                  | Biała koło Piszu (Bialla (Ostpr.)/Gehlenburg, ehem. Bahnhof)              | Biała koło Piszu (Bialla (Ostpr.)/Gehlenburg, ehem. Bahnhof)              |
| Haltepunkt / Haltestelle | 130,068                  | Drygały (Drygallen/Drigelsdorf, ehem. Bahnhof)                            | Drygały (Drygallen/Drigelsdorf, ehem. Bahnhof)                            |
| Bahnübergang |                          | Woiwodschaftsstraße 667                                                   | Woiwodschaftsstraße 667                                                   |
| Haltepunkt / Haltestelle | 134,528                  | Pogorzel Wielka (Brennen (Ostpr.), ehem. Bahnhof)                         | Pogorzel Wielka (Brennen (Ostpr.), ehem. Bahnhof)                         |
| Haltepunkt / Haltestelle | 142,407                  | Bajtkowo (Baitkowen/Baitenberg, ehem. Bahnhof)                            | Bajtkowo (Baitkowen/Baitenberg, ehem. Bahnhof)                            |
| Bahnübergang |                          | Woiwodschaftsstraße 667                                                   | Woiwodschaftsstraße 667                                                   |
| Bahnübergang |                          | Woiwodschaftsstraße 667                                                   | Woiwodschaftsstraße 667                                                   |
| Haltepunkt / Haltestelle | 149,831                  | Nowa Wieś Ełcka (Neuendorf (Kr. Lyck), ehem. Bahnhof)                     | Nowa Wieś Ełcka (Neuendorf (Kr. Lyck), ehem. Bahnhof)                     |
| Brücke über Wasserlauf |                          | Ełk (Lyck)                                                                | Ełk (Lyck)                                                                |
| ehemaliger Haltepunkt / Haltestelle | 152,0                    | Barany (Hertasee)                                                         | Barany (Hertasee)                                                         |
| Bahnübergang |                          | Landesstraße 65                                                           | Landesstraße 65                                                           |
| Haltepunkt / Haltestelle | 154,876                  | Ełk Szyba Zachód (Sybba West/Walden West)                                 | Ełk Szyba Zachód (Sybba West/Walden West)                                 |
| Abzweig geradeaus und von rechts |                          | von Białystok                                                             | von Białystok                                                             |
| Strecke mit Straßenbrücke |                          | Landesstraße 65                                                           | Landesstraße 65                                                           |
| Dienststation / Betriebs- oder Güterbahnhof | 155,413                  | Ełk Towarowy (Güterbahnhof)                                               | Ełk Towarowy (Güterbahnhof)                                               |
| Bahnhof | 156,949                  | Ełk (Lyck, Übergang zu Kleinbahn)                                         | Ełk (Lyck, Übergang zu Kleinbahn)                                         |
| Abzweig geradeaus und nach rechts |                          | Bahnstrecke Ełk–Tschernjachowsk nach Olecko (Marggrabowa)                 | Bahnstrecke Ełk–Tschernjachowsk nach Olecko (Marggrabowa)                 |
| Abzweig geradeaus und nach links |                          | Bahnstrecke Czerwonka–Ełk nach Orzysz (Arys)                              | Bahnstrecke Czerwonka–Ełk nach Orzysz (Arys)                              |
| Strecke |                          | nach Giżycko (Lötzen)                                                     | nach Giżycko (Lötzen)                                                     |

Die Bahnstrecke Olsztyn–Ełk ist eine Bahnstrecke in der Woiwodschaft Ermland-Masuren in Polen. Sie verläuft von Olsztyn (Allenstein) über Szczytno (Ortelsburg) und Pisz (Johannisburg) nach Ełk (Lyck) im ehemaligen Ostpreußen.

## Geschichte
Die Strecke wurde von den Preußischen Staatsbahnen am 1. November 1883 von Allenstein bis Ortelsburg mit 44,88 Kilometern eröffnet und am 15. August 1884 um 56,91 Kilometer über Rudczanny bis Johannisburg verlängert, am 16. November 1885 wurde der Restabschnitt bis Lyck eröffnet,
1914 wies der Fahrplan sechs Zugpaare pro Tag aus, davon eines mit Triebwagen.
Nach dem Zweiten Weltkrieg (Kursbuch 1946) wurde die Strecke bis Szczytno für den Verkehr nach Białystok benutzt. Die Reststrecke bis Pisz wird nur noch mit einem Zugpaar belegt.

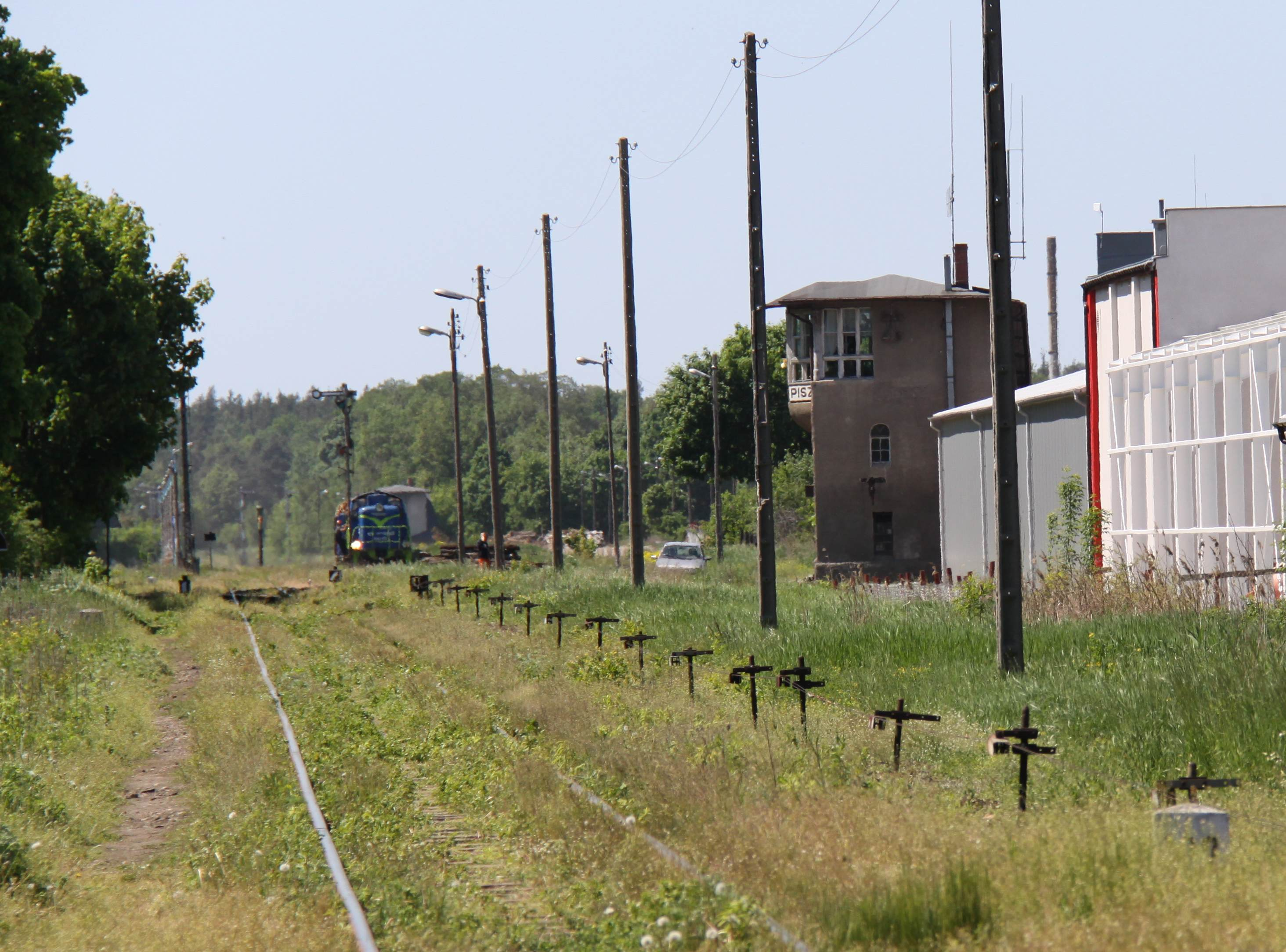
Bahnhof Pisz (Johannisburg) aus Richtung Ełk (Lyck)

Aufgrund ihres mangelhaften Allgemeinzustands wurde der Zugverkehr auf der 57 Kilometer langen Teilstrecke Szczytno–Ruciane-Nida–Pisz (Ortelsburg–Rudczanny–Nieden–Johannisburg) zum 1. Februar 2007 eingestellt und durch Omnibusse ersetzt, zuvor war schon zum 3. April 2000 der Personenverkehr Pisz–Ełk (Johannisburg–Lyck) eingestellt worden. Nach einer Modernisierung wurde der Zugverkehr im Januar 2008 durch die PKP mit einem Schienenbus wieder aufgenommen und zum 1. Juli 2010 auf den Abschnitt Pisz–Ełk (Lyck) erweitert. Die Strecke ist in den regionalen Übersichten auf den Bahnhöfen mit der Streckennummer 515 versehen, derzeit verkehren auf der zumeist eingleisigen Strecke drei Personenzugpaare pro Tag sowie einige Güterzüge. In den Sommermonaten kommen Sonderzüge hinzu.
Ende 2010 wurde bekannt, dass der 45 Kilometer lange Streckenabschnitt zwischen Olsztyn und Szczytno ab 2011 ausgebaut werden soll. Neben der Erhöhung der Streckengeschwindigkeit auf 100 km/h in diesem Abschnitt soll auch die seit mehr als zehn Jahren stillgelegte Bahnstrecke in Richtung zum seit 2006 stillgelegten Flughafen Szczytno-Szymany erneuert und das künftige Flughafenterminal mit einem Gleisanschluss versehen werden.
Die Ausbaustufe I, die Modernisierung der Strecke von Olsztyn nach Szymany, wurde 2013 beendet. Die Ausbaustufe II, der Bau einer rund 1,6 km neuen Strecke von der PKP-Linie Nr. 35 (Ostrołęka–Szczytno) vom Terminal des Flughafens Szczytno-Szymany zum Bahnhof Szymany sowie der Bau eines Stellwerkes mit entsprechender Infrastruktur war bis 2015 abgeschlossen.
Seit 2016 wird der Flughafen mit einem Triebwagen der Przewozy Regionalne von Olsztyn aus bedient. Dieser Zug stellt den Anschluss an die Fluglinien her.
Bis 2020 wurde der Abschnitt Szczytno–Ełk saniert. Dabei wurde die Höchstgeschwindigkeit auf 120 km/h angehoben. Die Bahnsteige wurden auf 76 Zentimeter erhöht. Während der Haltepunkt Karwica Mazurska am 10. Juni 2018 stillgelegt wurde, ist der neue Haltepunkt Pisz Wschodni im Osten von Pisz am 15. Dezember 2019 eröffnet worden.